# Панарин, Игорь Николаевич
И́горь Никола́евич Пана́рин (род. 30 октября 1958) — российский политолог, радиоведущий, профессор, кандидат психологических наук, доктор политических наук, действительный член Академии военных наук. Член Научно-методического совета при Центральной избирательной комиссии Российской Федерации, член Экспертного совета комитета по делам СНГ Совета Федерации.

## Биография
Окончил Орловское военное училище связи КГБ СССР (сегодня Академия ФСО России) и отделение психологии Военно-политической академии им. В. И. Ленина (с золотой медалью).
Начал свою карьеру в КГБ в 1976 году. После 1991 года работал в ФАПСИ (сфера деятельности — стратегический анализ и интеграция информационных потоков закрытой и открытой информации, управление информационными потоками в кризисных ситуациях, ситуационное моделирование глобальных процессов).
С 1999 по 2003 год работал начальником аналитического отдела Центральной избирательной комиссии Российской Федерации. С 2006 по 2007 год был пресс-секретарем Федерального космического агентства (Роскосмос).
В 1993 году защитил кандидатскую диссертацию по психологии на тему «Психологические факторы деятельности офицера в условиях нововведений». Учёная степень доктора политических наук присуждена диссертационным советом Российской академии государственной службы при Президенте Российской Федерации 7 мая 1997 года, тема диссертации — «Информационно-психологическое обеспечение национальной безопасности России».
9 сентября 1998 года на международной конференции в Линце (Австрия) впервые выступил с гипотезой о возможности распада США на 6 частей в 2010 году, продемонстрировав участникам конференции карту распада США.
В феврале 2005 года предложил реформу системы внешнеполитической пропаганды России, в качестве первых шагов которой — введение поста советника Президента России по вопросам внешнеполитической пропаганды и информационного противоборства и создание Государственной комиссии (или Совета) России по публичной дипломатии (в декабре 2008 года предложил также создание Комитета информационной безопасности России со службой информационной контрразведки помимо других внутри него). Предложил подчинение МИД России радиостанции «Голос России» и информационного агентства «РИА Новости» (в дальнейшем на основе созданной структуры, формирование внешнеполитического медиа-холдинга в составе МИД России) и создание неправительственных организаций России, действующих на территории стран СНГ, ЕС и США.
В январе 2006 года предложил создать Евразийскую Русь как межгосударственное образование по модели Европейского Союза на территории постсоветского пространства во главе с Государем (по Макиавелли), которое бы восстановило и усилило экономическую интеграцию, с постепенным присоединении к нему ряда балканских и других стран. Предложил В. В. Путина в качестве первого государя Евразийской Руси.
В феврале 2006 года впервые предложил создать в России нефтегазовую биржу, торгующую за рубли (23 сентября 2008 года открылась Санкт-Петербургская международная товарно-сырьевая биржа).
В январе 2009 года предложил создать пятистороннюю комиссию, экспертный механизм международного консультирования по выходу из мирового кризиса.
27 марта 2009 года Панарин принял участие в лекции Генерального секретаря ООН Пан Ги Муна, которая проходила в Большом особняке МИД России. После лекции Панарин высказал комментарий о необходимости введения новой мировой валюты АКЮРЕ (название придумано самим Панариным) на основе трёх ведущих мировых валют: АКЮ (условная денежная единица, фактически виртуальная корзина из более десяти валют, средневзвешенный курс которых условно рассчитывается одним из исследовательских институтов в Японии; решения о создании денежной единицы с таким названием никогда не принималось), рубля и евро, а также обсуждения предложений России и Китая о новой мировой валюте на саммите «двадцатки» в Лондоне. По его мнению, именно согласованный 20 странами ввод АКЮРЕ позволит безболезненно перейти к новой модели мирового развития.
В апреле 2009 года предложил интеграцию Евразии как одно из средств преодоления мирового финансово-экономического кризиса, включая разработку Совместной Антикризисной программы ШОС и отказ от доллара во взаиморасчетах между странами-членами ШОС в пользу двухвалютной корзины (состоящей из двух валют — юаня и рубля) как новая валюта ШОС. Он предложил переход на взаиморасчеты трёх уровней: национальные валюты; рубль или юань; двухвалютная корзина (рублеюаневая), а также предложил странам ШОС внести совместное предложение о введении новой мировой валюты АКЮРЕ к следующей встрече 20 стран осенью 2009 года.
20 мая 2009 года начал вести свою авторскую еженедельную радио-программу «Мировая политика» на радиостанции «Голос России».
Участник ряда международных конференций и выставок (Австрия, Великобритания, Германия, Греция, Индия, Испания, США и др.). Принимал участие в новостных и аналитических программах на телевидении и радио.
Заявлял, что адмирал Колчак являлся агентом британской разведки.
Среди отличий: Почётная грамота Президента Российской Федерации (7 апреля 2017) — за заслуги в укреплении мира, дружбы и сотрудничества между народами, большой вклад в развитие системы коллективной безопасности.

## Книги
| Год издания | Название                                                                                | Издательство            | Тираж | Кол-во страниц |
| ----------- | --------------------------------------------------------------------------------------- | ----------------------- | ----- | -------------- |
| 1995        | «Психологические аспекты обеспечения национальной безопасности России, Москва» Часть I  |                         |       |                |
| 1996        | «Психологические аспекты обеспечения национальной безопасности России, Москва» Часть II |                         |       |                |
| 1996        | «Психологическая безопасность войск»                                                    |                         |       |                |
| 2000        | «Информационная война и Россия» Учебное пособие                                         |                         |       |                |
| 2001        | «Информационная война и власть»                                                         |                         |       |                |
| 2002        | «Информация. Дипломатия. Психология»                                                    |                         |       |                |
| 2003        | «Технология информационной войны»                                                       |                         |       |                |
| 2003        | «Информационная война и мир»                                                            |                         |       |                |
| 2003        | «Информационная война и выборы»                                                         |                         |       |                |
| 2004        | «Информационная война: победа в Башкирии»                                               |                         |       |                |
| 2004        | «Информационная война и дипломатия»                                                     |                         |       |                |
| 2005        | «Информационная война и Третий Рим»                                                     |                         |       |                |
| 2006        | «Информационная война, PR и мировая политика»                                           | Горячая линия — Телеком | 2 000 | 352            |
| 2006        | «Информационная война и геополитика»                                                    |                         |       |                |
| 2008        | «Информационная война за будущее России»                                                | Горячая линия — Телеком | 1 000 | 256            |
| 2009        | «Крах доллара и распад США»                                                             | Горячая линия — Телеком |       |                |
| 2010        | «Первая мировая информационная война. Развал СССР»                                      |                         |       |                |
| 2011        | «Мир после кризиса, или Что дальше?»                                                    | Питер                   | 3 000 | 240            |
| 2014        | «Информационная война и коммуникации»                                                   | Горячая линия — Телеком | 1 000 | 236            |
| 2015        | «Русский Крым и развал США»                                                             | Горячая линия — Телеком | 1 000 | 238            |
| 2016        | «Гибридная война против России (1816—2016)»                                             |                         |       |                |
| 2017        | «Гибридная война: теория и практика»                                                    |                         |       |                |